# El Serrat (l'Ametlla del Vallès)
El Serrat és una serra situada entre els termes municipals de l'Ametlla del Vallès i del Figueró, a la comarca del Vallès Oriental, amb una elevació màxima de 598,6 metres.
Està situat al nord del terme, separant els dos termes esmentats, de manera que la carena fade partió, el vessant oriental pertany al Figueró i Montmany, i l'occidental a l'Ametlla del Vallès.
A ponent del seu extrem nord, s'estén l'antic veïnat de masies del Serrat de l'Ocata, i al llarg del seu vessant occidental, de sud a nord-oest, s'estén el nou barri, antiga urbanització, del Serrat de l'Ametlla, també denominat simplement el Serrat d'ençà que es considera que forma part de la trama urbana de l'Ametlla del Vallès.